# Noble M14
Noble M14 – prototyp sportowego samochodu osobowego zaprezentowany przez brytyjską firmę Noble Automotive. Przygotowano jako 2-drzwiowe coupé. Zaplanowany jako następca modelu M400. Do napędu użyto silnika turbodoładowanego silnika V6 o pojemności trzech litrów. Moc przenoszona była na oś tylną poprzez 6-biegową manualną skrzynię biegów. Samochód został zastąpiony przez model M15.

## Dane techniczne

### Silnik
- V6 3,0 l (2968 cm³), 4 zawory na cylinder, DOHC, turbo
- Układ zasilania: wtrysk EFi
- Średnica × skok tłoka: 89,00 mm × 79,50 mm
- Stopień sprężania: 8,5:1
- Moc maksymalna: 406 KM (298,3 kW) przy 6100 obr./min
- Maksymalny moment obrotowy: 522 N•m przy 4750 obr./min

### Osiągi
- Przyspieszenie 0-100 km/h: 4,3 s
- Przyspieszenie 0-160 km/h: 9,5 s
- Prędkość maksymalna: 306 km/h